# Liste des compositions de Philippe Hersant
La liste suivante présente les compositions de Philippe Hersant.

## Musique instrumentale soliste
| Œuvre | Instrument       | Dédicataire                                                                           | Date                                             | Durée      |
| --- | ---------------- | ------------------------------------------------------------------------------------- | ------------------------------------------------ | ---------- |
| Mouvement | Piano            |                                                                                       | 1979 - 1983                                      | 5 min 30 s |
| Hopi | Basson           | Alexandre Ouzounoff                                                                   | 1985 - 1994                                      |            |
| Pavane | Alto             | Gérard Caussé                                                                         | 1987                                             | 6 min      |
| Melancholia, 4 pièces pour contrebasse                                                                          | Contrebasse      | Joëlle Léandre                                                                        | 1989                                             | 7 min      |
| Niggun | Basson           | Pascal Gallois                                                                        | 1993                                             | 8 min      |
| Cinq Miniatures                                                                                                 | Flûte alto       | Jean-Luc Menet                                                                        | 1995                                             | 7 min      |
| Chants du Sud                                                                                                   | Violon           | Philippe Graffin                                                                      | 1996                                             | 10 min     |
| Éphémères, 24 pièces pour piano                                                                                 | Piano            | Alice Ader                                                                            | 1999-2003                                        | 43 min     |
| Bamyan | Harpe            | Marielle Nordmann                                                                     | 2002                                             | 7 min      |
| Sonate | Violoncelle      | Jacques Bernaert                                                                      | 2003                                             | 10 min     |
| Le chemin de Jérusalem                                                                                          | Viole de gambe   | Christine Plubeau                                                                     | 2003                                             | 9 min      |
| In the dark | Clarinette       | à la mémoire de Bernard Yannotta                                                      | 2005                                             | 8 min      |
| In Black | Piano            | Cédric Tiberghien                                                                     | 2007                                             | 15 min     |
| Les Ombres de Giverny                                                                                           | Violoncelle      | Michel Strauss                                                                        | 2007                                             | 7 min      |
| Gambang (Hommage à Couperin)                                                                                    | Piano            | Alexandre Tharaud                                                                     | 2007                                             | 3 min      |
| Folk Tunes | Trompette        | Romain Leleu                                                                          | 2008                                             | 7 min      |
| Chant Hassidique                                                                                                | Saxophone alto   | Nicolas Prost                                                                         | 2009                                             | 6 min      |
| Trois esquisses japonaises                                                                                      | Piano            | David Kadouch                                                                         | 2009                                             | 4 min      |
| Steps | Piano            | Alain et Valentine Buttard                                                            | 2009                                             | 8 min      |
| Tarab | Violon           | David Grimal                                                                          | 2010                                             | 8 min      |
| Desert Song | Flûte alto       | Cécile Daroux                                                                         | 2010                                             | 4 min      |
| Trois études pour Timbales                                                                                      | Timbales         | Thierry Miroglio                                                                      | 2010                                             |            |
| Champ de blés et corbeaux                                                                                       | Piano            | Henri Dutilleux                                                                       | 2010                                             | 4 min      |
| Steps II | Piano            | Alain et Valentine Buttard                                                            | 2011                                             | 7 min      |
| Tarentelle | Accordéon        | Vincent Lhermet                                                                       | 2014                                             | 5 min      |
| Le Carillon d'Orléans, d'après Les Cloches d'Orléans, pièce pour clavecin ou orgue de Christophe Moyreau (1753) | Piano            | Commande du Concours International de piano d'Orléans                                 | Création au Théâtre d'Orléans le 28 février 2016 | 9 min      |
| Shehnaï | Hautbois         | Fabrice Ferez                                                                         | 2016                                             | 5 min      |
| Turtle Dreaming                                                                                                 | Clarinette basse | Armand Angster ; commande du Festival Plage Musicale en Bangor, soutenue par la SACEM | 2017                                             | 4 min 30 s |
| In exitu Israël                                                                                                 | Orgue            | Commande de l'Agence Iséroise de Diffusion Artistique et l'Auditorium de Lyon         | 2018                                             | 8 min      |
| Pascolas | Viole de gambe   | Ronald Martin Alonso                                                                  | 2019                                             | 6 min 20s  |

## Musique de chambre
| Œuvre                                                                              | Instrument | Dédicataire                                                 | Commanditaire                              | Date      | Durée       |
| ---------------------------------------------------------------------------------- | --- | ----------------------------------------------------------- | ------------------------------------------ | --------- | ----------- |
| Quatuor à cordes no 1                                                              | Quatuor à cordes |                                                             | Radio France                               | 1985      | 11 min 30 s |
| Quatuor à cordes no 2                                                              | Quatuor à cordes | Quatuor Enesco                                              | Ministère de la Culture                    | 1988      | 20 min      |
| Nachtgesang                                                                        | Clarinette en si bémol, violon, violoncelle et piano                                                                                                   | Ensemble Musique Oblique                                    |                                            | 1988      | 10 min      |
| Élégie                                                                             | Quatuor à cordes | Quatuor Ludwig                                              |                                            | 1990      | 7 min       |
| Duo Séphardim                                                                      | Alto et basson | Pierre-Henri Xuereb et Pascal Gallois                       |                                            | 1993      | 8 min       |
| Sextuor                                                                            | Clarinette en la, basson, violon, alto, violoncelle et piano                                                                                           | Ensemble Musique Oblique                                    |                                            | 1994      | 12 min      |
| Onze caprices pour deux violons                                                    | Deux violons | Philippe Graffin et Bertrand Walter                         |                                            | 1994      | 13 min      |
| Huit pièces pour basson et ensemble instrumental                                   | Clarinette en si bémol, trombone, violon, alto, violoncelle, contrebasse et piano                                                                      | Pascal Gallois et l'Ensemble Ader                           |                                            | 1995      | 19 min      |
| Huit duos                                                                          | Alto et basson | Garth Knox et Pascal Gallois                                |                                            | 1995      | 10 min      |
| Solstice                                                                           | Alto, violoncelle et basson |                                                             |                                            | 1998      | 4 min       |
| Trio, variations sur Sonnerie de Sainte-Geneviève du Mont de Paris de Marin Marais | Violon, violoncelle et piano | Alice Ader, Christophe Poiget et Isabelle Veyrier           |                                            | 1998      | 20 min      |
| Trois nocturnes                                                                    | Flûte, alto et harpe | Véronique Ghesquière, Pierre-Henri Xuereb et Jean-Luc Menet |                                            | 2001      | 12 min      |
| In nomine                                                                          | 7 violoncelles | Octuor Beauvais                                             |                                            | 2001      | 11 min      |
| Im Fremden Land                                                                    | Clarinette, quatuor à cordes et piano | Ensemble Ader                                               |                                            | 2002      | 18 min      |
| Choral                                                                             | Violoncelle et harpe | Isabelle Moretti et Henri Demarquette                       |                                            | 2004      | 10 min      |
| Tenebrae                                                                           | Alto et piano |                                                             |                                            | 2005      | 10 min      |
| Apparitions                                                                        | Violon, violoncelle et accordéon |                                                             |                                            | 2006      | 10 min      |
| Songlines                                                                          | Flûte/petite flûte, clarinette en si bémol/clarinette basse, trombone ténor/harmonica/flûte à coulisse, violoncelle, contrebasse, piano et percussions | Ensemble Diabolicus                                         |                                            | 2007      | 10 min      |
| Six bagatelles                                                                     | Clarinette, alto et piano | Jean-Marc Fessard, Arnaud Thorette et Johan Farjot          |                                            | 2007      | 8 min       |
| Héliades                                                                           | Flûte/piccolo/flûte en sol), violon, alto et violoncelle                                                                                               | Quatuor Hélios                                              |                                            | 2007      | 10 min      |
| Fantaisies pour trio à cordes                                                      | Trio à cordes | Trio Arte                                                   |                                            | 2008      | 10 min      |
| Chant nomade                                                                       | Flûte en sol et harpe | Janne Thomsen et Jana Bouskova                              |                                            | 2008      | 4 min       |
| Onze caprices pour deux altos                                                      | Transcription pour altos des Onze Caprices pour 2 violons                                                                                              | Janne Thomsen et Jana Bouskova                              |                                            | 2008      | 14 min      |
| Rhapsodie pour violon et luthéal (ou piano)                                        | Violon et luthéal (ou piano) | Philippe Graffin                                            |                                            | 2009      | 11 min      |
| Cinq mouvements pour quintette à cordes                                            | 2 violons, alto et 2 violoncelles | Opus 62                                                     |                                            | 2010      | 17 min      |
| Strophe                                                                            | Violoncelle et accordéon | En hommage à Henri Dutilleux                                |                                            | 2011      | 3 min       |
| Quatuor à cordes no 3                                                              | Quatuor à cordes | Cypress Quartet                                             |                                            | 2011      | 22 min      |
| Fantaisies sur le nom de Sacher                                                    | Quatuor à cordes | Cypress Quartet                                             |                                            | 2012      | 12 min      |
| Porque Loorax                                                                      | Violon et violoncelle | Geneviève Laurenceau et Gemma Rosefield                     |                                            | 2012      | 9 min 30 s  |
| Dix duos pour clarinettes                                                          | Deux clarinettes en si bémol | Chen Halevi                                                 |                                            | 2012      | 14 min      |
| Heathcliff, d’après la musique du ballet Wuthering Heights                         | Deux pianos |                                                             |                                            | 2012      | 8 min 30    |
| Dreaming tracks                                                                    | Violoncelle et piano | Michel Strauss et Macha Beloossova                          |                                            | 2012      | 12 min      |
| Sur la neige                                                                       | Clarinette en si bémol et piano |                                                             |                                            | 2013      | 6 min       |
| Fantaisie à la manière de Callot (hommage à Mahler)                                | Huit violoncelles | Anne et Daniel Postel-Vinay                                 | Académie Musicale de Villecroze            | 2014      | 8 min       |
| Quatuor à cordes no 4                                                              | Quatuor à cordes | Cypress Quartet                                             | Cypress Quartet                            | 2014      | 18 min      |
| Hurlevent, transcription d’extraits du ballet Wuthering Heights                    | 2 pianos |                                                             | Festival des Forêts                        | 2015      | 25 min      |
| Onze Haïkus                                                                        | Piano à 4 mains |                                                             |                                            | 2005-2015 | 12 min      |
| Usher                                                                              | Harpe et quatuor à cordes | Isabelle Moretti                                            | Jakez François, Président des harpes Hamac | 2016      | 12 min      |
| Hypnos                                                                             | Deux violes de gambe | Ronald Martin Alonso et Robin Gabriel Pharo                 | Festival des Forêts                        | 2016      | 6 min       |
| Sept Miniatures                                                                    | Deux saxophones |                                                             |                                            | 2016      | 9 min       |
| Pax in Nomine Domini                                                               | Flûte, clarinette, harpe et quatuor à cordes |                                                             | Fondation d’Entreprise Banque Populaire    | 2017      | 8 min       |
| Lully Lullay                                                                       | Viole de gambe et accordéon | Marianne Muller et Vincent Lhermet                          | Festival des forêts                        | 2017      | 7 min       |
| Un Sogno di Gioseffo Zarlino                                                       | Flûte, clarinette, violon, violoncelle et piano | Ensemble Ex Novo                                            | Teatro la Fenice (Venise)                  | 2017      | 4 min       |
| Huit esquisses                                                                     | Quatre clarinettes | Quatuor Anches Hantées                                      |                                            | 2017      | 10 min      |
| Sefarad                                                                            | Quatuor de bassons | Francs Bassons                                              |                                            | 2018      | 10 min      |
| Quatuor à cordes no 5                                                              | Quatuor à cordes | Quatuor David Oïstrakh                                      | Festival des forêts                        | 2018      | 19 min      |
| Regenlied                                                                          | Violon et piano | Agnès Pyka et Laurent Wagschal                              | Ensemble Des Équilibres                    | 2018      | 15 min      |
| Une Vision d'Hildegarde                                                            | Violon solo et petit ensemble de cordes | Marianne Piketty et Le Concert idéal                        | Le Concert idéal                           | 2018      | 15 min      |
| La Harpe de David                                                                  | Flûte traversière, violon, viole de gambe et clavecin                                                                                                  | Nevermind                                                   | Nevermind                                  | 2019      | 10 min      |
| Quatuor à cordes no 6                                                              | Quatuor à cordes | Quatuor Modigliani                                          | Quatuor Modigliani                         | 2019      | 13 min      |

## Musique vocale
| Œuvre                                        | Auteur du texte | Instrument | Dédicataire                                         | Commanditaire                                                                            | Date        | Durée      |
| -------------------------------------------- | --- | --- | --------------------------------------------------- | ---------------------------------------------------------------------------------------- | ----------- | ---------- |
| Khayal                                       | Sur un poème de Djalâl ad-Dîn Rûmî                                                                                     | Soprano et vièle à archet | Esther Lamandier                                    |                                                                                          | 1984        | 6 min      |
| Calliope                                     | | Soprano a cappella, ou soprano et harpe celtique                                                                                 | Esther Lamandier                                    |                                                                                          | 1985        | 3 min      |
| Missa Brevis                                 | | 12 voix mixtes et orchestre |                                                     | Ministère de la Culture                                                                  | 1986        | 21 min     |
| Planctus                                     | | Soprano et orgue | Esther Lamandier                                    |                                                                                          | 1988        | 5 min      |
| Lebenslauf                                   | Six mélodies sur des poèmes de Friedrich Hölderlin                                                                     | Soprano et ensemble instrumental : flûte, clarinette, cor, 2 violons, alto, violoncelle, contrebasse et piano                    |                                                     | Ministère de la Culture                                                                  | 1992        | 16 min     |
| L'infinito                                   | Sur un poème de Giacomo Leopardi                                                                                       | 12 voix mixtes a cappella | Ensemble Sagittarius, in memoriam Federico Fellini  | Musique Nouvelle en Liberté                                                              | 1993        | 12 min     |
| Psaume CXXX Aus Tiefer Not (De Profundis)    | | Chœur de chambre, orgue positif et viole de gambe                                                                                | Ensemble Sagittarius                                |                                                                                          | 1994        | 16 min     |
| Landschaft mit Argonauten                    | Cantate sur un texte de Heiner Müller                                                                                  | Alto solo, récitant, chœur mixte et 2 quatuors de trombones (3 ténor et 1 basse)                                                 |                                                     | Radio France                                                                             | 1991 - 1994 | 30 min     |
| Paroles peintes                              | Mélodie sur un poème de Paul Éluard                                                                                    | Baryton et piano (ou baryton, piano, flûte et violoncelle)                                                                       | François Le Roux                                    |                                                                                          | 1995        | 10 min     |
| Wanderung                                    | Sur un poème de Goethe (Wandrers Nachtlied II)                                                                         | Basson solo et 6 (ou 12) voix de femmes                                                                                          | Pascal Gallois et l'Ensemble Mikrokosmos            |                                                                                          | 1998        | 10 min     |
| Lamento                                      | Sur un poème de Théophile Gautier                                                                                      | Mezzo-soprano, baryton et piano                                                                                                  |                                                     |                                                                                          | 1998        | 3 min      |
| Allégories                                   | Sur des poèmes d'Arthur Rimbaud (Les Illuminations : Enfance III, Jeunesse III, Départ)                                | Chœur mixte | Loïc Pierre et Mikrokosmos                          | Cité de la musique et Ensemble Mikrokosmos                                               | 1998        | 9 min      |
| Illuminations                                | Sur des poèmes d'Arthur Rimbaud (Veillées I, Démocratie, Enfance IV, À une Raison)                                     | 4 cors et 8 voix d'hommes | Roland Hayrabedian et Musicatreize                  | Ministère de la Culture                                                                  | 1999-2000   | 15 min     |
| Stabat Mater                                 | | 10 voix et viole de gambe | Geoffroy Jourdain et Vivete Felici                  | Ministère de la Culture                                                                  | 2002        | 14 min     |
| Der Wanderer                                 | | Chœur d'hommes et orchestre de chambre ou piano                                                                                  |                                                     | Orchestre national d'Île-de-France                                                       | 2002        | 10 min     |
| Poèmes chinois                               | Sur des poèmes chinois du VIIIe siècle, traduits par François Cheng                                                    | Chœur de chambre et piano | Joël Suhubiette et le Chœur de chambre les Éléments | Cité de la musique                                                                       | 2002        | 20 min     |
| Désert                                       | Sur un poème de Friedrich Nietzsche                                                                                    | Chœur d’hommes et flûte alto | Cécile Darroux et Loïc Pierre                       |                                                                                          | 2002        | 8 min      |
| Il était une feuille                         | Sur un poème de Robert Desnos                                                                                          | Baryton et piano | Noël Lee, pour son 80e anniversaire                 | Académie Francis Poulenc                                                                 | 2004        | 2 min      |
| Falling Star                                 | Sur des poèmes de Henry King et John Donne                                                                             | 8 voix et viole de gambe | Bernard Tétu                                        | Festival d’Ambronay                                                                      | 2005        | 10 min     |
| Sept poèmes d'Emily Dickinson                | Sur des poèmes d'Emily Dickinson                                                                                       | Chœur d'enfants et piano | Toni Ramon et la Maîtrise de Radio France           | Radio France                                                                             | 2006        | 10 min     |
| Trois poèmes de Joseph von Eichendorff       | Sur des poèmes de Joseph von Eichendorff                                                                               | Chœur de chambre a cappella |                                                     | chœur Aedes                                                                              | 2007        | 5 min      |
| Chanson des cueilleuses de lentisques        | D'après Maurice Ravel                                                                                                  | 12 voix mixtes |                                                     |                                                                                          | 2007        | 3 min      |
| Dreaming                                     | | 12 voix et piano |                                                     |                                                                                          | 2007        | 8 min      |
| Nostalgia                                    | | Chœur d'enfants et piano | Loïc Pierre                                         | Choeur de chambre Mikrokosmos                                                            | 2008        | 10 min     |
| Clair Obscur                                 | Sur des poèmes de C. R. von Greiffenberg, Q. Kuhlmann (en) et Angelus Silesius                                         | Chœur de chambre et viole de gambe                                                                                               | Bernard Tétu et Solistes de Lyon                    | Festival d'Ambronay                                                                      | 2008        | 22 min     |
| Les prophéties des Sibylles                  | | 5 voix de femmes a cappella | Ensemble De Caelis                                  | Ensemble De Caelis                                                                       | 2010        | 14 min     |
| L'inconnue                                   | Sur un poème de Po-Chü-I (traduction allemande de Hans Bethge)                                                         | Soprano solo, chœur d’hommes et piano                                                                                            | Ensemble Sequenza 93                                | Ensemble Sequenza 93                                                                     | 2010        | 8 min      |
| In die Ferne                                 | Sur des poèmes de Georg Trakl, Heinrich Heine, Goethe, Clemens Brentano, Friedrich Hölderlin et Joseph von Eichendorff | Baryton et piano |                                                     | Thierry Ansieau, Raoul Méniguet et Pour Que l’Esprit Vive                                | 2011        | 18 min     |
| Les rêveries                                 | Sur des textes de Friedrich Hölderlin et Jean-Jacques Rousseau                                                         | 8 voix mixtes, clarinette, violon, violoncelle et piano                                                                          |                                                     | Solistes de Lyon                                                                         | 2011        | 30 min     |
| Instants limites                             | Sur des poèmes des détenus de la Centrale de Clairvaux                                                                 | Chœur mixte et instruments ad lib. (violon, flûte en sol, basson)                                                                | Anne-Marie Sallé                                    | Festival de Clairvaux « Ombres et Lumières », avec le soutien du Fonds d’Action SACEM    | 2012        | 15 min     |
| Nachtlied                                    | Sur un poème de Georg Trakl                                                                                            | Voix élevée - ou voix moyenne - et piano                                                                                         |                                                     | Concours international de Chant-Piano Nadia et Lili Boulanger                            | 2012        | 3 min      |
| Vêpres de la Vierge Marie                    | | Chœur mixte, chœur d’enfants, baryton solo, deux orgues, cloches, deux cornets et trois sacqueboutes                             |                                                     | Musique sacrée à Notre Dame, à l’occasion du Jubilé de la Cathédrale Notre Dame de Paris | 2013        | 1 h 10 min |
| Métamorphoses                                | Poèmes des détenus de la Centrale de Clairvaux                                                                         | Chœur mixte et violoncelle | Catherine Simonpietri et Henri Demarquette          | Fonds d’Action SACEM                                                                     | 2013        | 13 min     |
| D'où nul n'est revenu                        | Sur un texte de Charlotte Delbo                                                                                        | Baryton, flûte, clarinette, trio à cordes et piano                                                                               |                                                     | Festival Musiques Interdites de Marseille                                                | 2014        | 10 min     |
| Blake songs                                  | Sur des poèmes de William Blake                                                                                        | Ténor et piano | Christine Van Daele                                 | Promenades Musicales en Pays d'Auge                                                      | 2014        |            |
| Kitoo                                        | Sur des poèmes de Takezo                                                                                               | Chœur mixte et basson |                                                     | Festival de Clairvaux « Ombres et lumières »                                             | 2014        |            |
| Cantique des trois enfants dans la fournaise | | 4 chœurs, 3 voix de garçons solistes et 4 quatuors baroques                                                                      |                                                     | Radio France                                                                             | 2015        |            |
| Chants Séfarades                             | Chansons populaires judéo-espagnoles                                                                                   | Contralto, flûte, clarinette, violon, violoncelle & piano                                                                        |                                                     | Ensemble Les Temps modernes                                                              | 2015        | 18 min     |
| Paradiso                                     | Dante | Chœur mixte et archiluth |                                                     | Ministère de la Culture                                                                  | 2015        | 15 min     |
| Chanson de Guillaume d'Aquitaine             | Farai un vers de dreit nien de Guillaume d’Aquitaine                                                                   | 5 voix de femmes |                                                     | Abbaye de Fontevraud                                                                     | 2015        | 8 min      |
| Stele                                        | Victor Segalen | Contralto, alto solo, harpe et orchestre à cordes                                                                                |                                                     | Accrochages de Gérard Caussé                                                             | 2015        | 9 min      |
| Blake songs (transcription)                  | Sur des poèmes de William Blake                                                                                        | Ténor et harpe |                                                     | Festival Harpe en Avesnois                                                               | 2015        |            |
| Tristia                                      | Mandelstam, Chalamov, de détenus russes et de détenus de la Centrale de Clairvaux                                      | Chœur mixte, flûte, basson, duduk, 2 trompettes, 2 trombones, tuba, 3 percussions, violon, violoncelle, contrebasse et accordéon | Teodor Currentzis                                   | Opéra de Perm                                                                            | 2015        | 1 h 15 min |
| Réversibilité                                | Charles Baudelaire | Baryton et piano | François Le Roux et Jeff Cohen                      | Radio France pour le 70ème anniversaire du Chœur                                         | 2017        | 15 min     |
| Viderunt Omnes                               | | Grand chœur a cappella | Sofi Jeannin et le Chœur de Radio France            | Académie Francis Poulenc                                                                 | 2017        | 5 min      |
| Purgatorio                                   | Sur des vers du Purgatoire de Dante.                                                                                   | Soprano, clarinette, violon, alto, violoncelle et accordéon                                                                      | À la mémoire d’André Pézard                         | Ensemble Calliopée                                                                       | 2018        | 10 min     |
| Nun Komm                                     | Cantate sur le cantique Nun komm der Heiden Heiland de Martin Luther                                                   | Chœur de chambre et petit ensemble baroque                                                                                       |                                                     | Festival Bach en Combrailles                                                             | 2019        | 15 min     |

## Musique symphonique
| Œuvre                                                           | Instrument                                                                               | Dédicataire                                                                                          | Date        | Durée  |
| --------------------------------------------------------------- | ---------------------------------------------------------------------------------------- | --- | ----------- | ------ |
| Aztlan                                                          | Orchestre                                                                                | | 1983        | 16 min |
| Concerto pour violoncelle no 1                                  | Violoncelle et orchestre de chambre                                                      | | 1989        | 16 min |
| Stances                                                         | Orchestre                                                                                | | 1978 - 1992 | 13 min |
| Concerto pour violoncelle no 2                                  | Violoncelle et orchestre                                                                 | Jian Wang                                                                                            | 1996-1997   | 35 min |
| Cinq pièces pour orchestre                                      | Orchestre                                                                                | Jérôme Kaltenbach                                                                                    | 1997        | 18 min |
| Léo et Marie                                                    | Récitant et orchestre                                                                    | | 1999        |        |
| Paysage avec ruines, sur un poème de Georg Trakl                | Mezzo-soprano et orchestre                                                               | Luisa Islam-Ali-Zade et l'Orchestre national de Lyon                                                 | 1999        | 21 min |
| Streams                                                         | Piano et orchestre                                                                       | | 2000        |        |
| Musical Humors                                                  | Alto solo et orchestre à cordes                                                          | Gérard Caussé                                                                                        | 2003        | 18 min |
| Concerto pour violon                                            | Violon et orchestre                                                                      | Augustin Dumay et René Bosc                                                                          | 2003        | 23 min |
| Heathcliff, suite d’orchestre tirée du ballet Wuthering Heights | Orchestre avec vielle à roue                                                             | | 2005        | 35 min |
| Le Tombeau de Virgile                                           | Harpe et orchestre                                                                       | | 2006        | 23 min |
| Patmos                                                          | Orchestre à cordes                                                                       | À la mémoire de Jean-Louis Florentz                                                                  | 2007        | 10 min |
| Les âmes du purgatoire                                          | Orchestre                                                                                | Olari Elts et l’Orchestre symphonique de Bretagne                                                    | 2008        |        |
| Cinq poèmes de Trakl                                            | Baryton et orchestre                                                                     | Isaac Karabtchevsky                                                                                  | 2009        | 19 min |
| Concerto pour piano                                             | Piano et orchestre                                                                       | Frank Braley                                                                                         | 2009        | 19 min |
| Concerto pour clarinette                                        | Clarinette et orchestre                                                                  | Florent Héau                                                                                         | 2011        | 22 min |
| Quatre miniatures pour basson et orchestre                      | Basson solo et orchestre                                                                 | Gilbert Audin                                                                                        | 2011        | 8 min  |
| Fantaisies sur le nom de Sacher (transcription)                 | Orchestre                                                                                | | 2012        | 12 min |
| Dreamtime                                                       | Flûte et orchestre                                                                       | Emmanuel Pahud                                                                                       | 2013        | 18 min |
| Chant de l'isolé                                                | Piano, violon et violoncelle, orchestre à cordes et percussions (cloches & glockenspiel) | Trio Wanderer                                                                                        | 2013        | 17 min |
| Au temps du rêve                                                | Ensemble orchestral                                                                      | | 2014        | 14 min |
| Sous la pluie de feu, double concerto                           | Violon, violoncelle et orchestre                                                         | Commande de Radio France, de l’Orchestre de Pau Pays de Béarn et de l’Orchestre national de Lorraine | 2018        | 20 min |
| Rondes de nuit (Musique nocturne dans les rues de Madrid)       | Ensemble orchestral                                                                      | Commande de l'Ensemble Pulcinella                                                                    | 2018        | 14 min |

## Musique de ballet
| Œuvre                                | Auteur                                                                                           | Dédicataire | Date        | Durée      |
| ------------------------------------ | ------------------------------------------------------------------------------------------------ | ----------- | ----------- | ---------- |
| Wuthering Heights, ballet en 2 actes | Sur un argument de Kader Belarbi et Agathe Berman, d'après Les Hauts de Hurlevent d'Emily Brontë |             | 2000 - 2001 | 1 h 45 min |

## Musique lyrique
| Œuvre                                                         | Livret                                             | Instruments                                                         | Dédicataire         | Date      | Durée   |
| ------------------------------------------------------------- | -------------------------------------------------- | ------------------------------------------------------------------- | ------------------- | --------- | ------- |
| Le Château des Carpathes, opéra en un prologue et deux scènes | Jorge Silva Melo, d'après le roman de Jules Verne  | Soprano, mezzo-soprano, ténor, baryton-basse, comédien et orchestre |                     | 1989-1991 | 88 min  |
| Le Moine Noir, opéra en huit scènes                           | Yves Hersant, d'après la nouvelle d'Anton Tchekhov | Soprano, ténor, baryton, basse et chœur d'hommes, orchestre         | Henri et Dani Maïer | 2003-2005 | 90 min  |
| Les Éclairs, opéra en quatre actes                            | Jean Echenoz, d'après Des éclairs                  | ténor, baryton, basse et chœur d'hommes, orchestre                  |                     | 2021      | 150 min |

## Musiques de scène
| Œuvre                        | Auteur              | Mise en scène        | Date | Durée |
| ---------------------------- | ------------------- | -------------------- | ---- | ----- |
| Vermeer et Spinoza           | Gilles Aillaud      |                      | 1991 |       |
| Pietro Aretino               |                     |                      | 1986 |       |
| Paysage sous surveillance    | Heiner Müller       |                      | 1988 |       |
| La route des Chars           | Heiner Müller       |                      | 1988 |       |
| Les Sonnets                  | William Shakespeare |                      | 1989 |       |
| De la nature des choses      | Lucrèce             |                      | 1990 |       |
| Landschaft mit Argonauten    | Heiner Müller       |                      | 1991 |       |
| Fantaisies                   | Franz Kafka         |                      | 1993 |       |
| Traité des Passions I        |                     | Jean-François Peyret | 1995 |       |
| Traité des Passions III      |                     | Jean-François Peyret | 1996 |       |
| Un Faust, histoire naturelle |                     | Jean-François Peyret | 1998 |       |
| Les Paravents                | Jean Genet          |                      | 2000 |       |

## Musiques de film
| Titre du film                  | Réalisateur       | Date | Publication                                   |
| ------------------------------ | ----------------- | ---- | --------------------------------------------- |
| Les Montagnes de la lune       | Paulo Rocha       | 1987 |                                               |
| La Ville Louvre                | Nicolas Philibert | 1990 | Cezame (CEO2009) ; Frédéric Leibovitz Editeur |
| Arthur Rimbaud, une biographie | Richard Dindo     | 1991 |                                               |
| Lettre pour L...               | Romain Goupil     | 1993 |                                               |
| L'eau qui dort (court-métrage) | Jacques Deschamps | 1993 |                                               |
| Un animal, des animaux         | Nicolas Philibert | 1994 | Cezame (CEO2008) ; Frédéric Leibovitz Editeur |
| La Restitution                 | Catherine Zins    | 1995 |                                               |
| Qui sait ?                     | Nicolas Philibert | 1998 |                                               |
| L'Interview (court-métrage)    | Xavier Giannoli   | 1998 |                                               |
| Être et avoir                  | Nicolas Philibert | 2001 | Cezame (CEO2010) ; Frédéric Leibovitz Editeur |
| Nénette                        | Nicolas Philibert | 2010 |                                               |
| Les Mains en l'air             | Romain Goupil     | 2010 |                                               |